# Adicta (canción de Naela)
«Adicta» es una canción interpretada por la cantante y compositora colombiana Naela. Fue lanzado como primer sencillo de su cuarto álbum de estudio, Victoria por el sello discográfico Universal Music en España.
Una versión en francés de Adicta fue publicada en plataformas digitales y cuenta con la participación del rapero francés Black M y fue lanzado por el sello colombo-español The Light Entertainment.